# Hortense Serristori
La contessa Hortense Serristori nata Hortense de la Gàndara y Plazaola (1871 – 1960) è stata una scrittrice italiana di origine spagnola.

## Biografia
Nata in una famiglia dell'aristocrazia spagnola ma di educazione francese, Hortense de la Gàndara sposò in giovane età il conte fiorentino Umberto Serristori. Stabilita la propria residenza principale a Firenze, fu nominata dama di palazzo della regina Elena d'Italia e per questa ragione soggiornò per lunghi periodi nella capitale.
In virtù della posizione occupata in seno alla corte di Roma, la contessa Serristori fu per tutta la vita a contatto con i più illustri esponenti della società e della cultura dell'Europa della prima metà del XX secolo. Oltre a godere della stima e della fiducia della regina Elena, Hortense Serristori fu intima amica del celebre studioso e critico d'arte Bernard Berenson, nonché della regina Vittoria di Spagna. Intrattenne anche relazioni amichevoli, tra gli altri, con Gabriele D'Annunzio e Italo Balbo.
Ebbe due figli dal conte Serristori: Sofia, che sposò il conte Bossi-Pucci, e Dedo, morto tragicamente durante la prima guerra mondiale.
Donna di brillante intelligenza e di vasti interessi, la contessa ebbe modo di dedicare parte del suo tempo ai viaggi. Visitò tutta l'Europa, in particolare la Francia e Parigi dove visse per prolungati periodi, spingendosi fino in Ucraina e in Russia. Fu anche in Libia, in Terra santa, in Turchia, in Egitto, in Cina e negli Stati Uniti.
Il 7 ottobre 1943, a causa della sua vicinanza alla famiglia reale, fu arrestata dalla polizia della Repubblica Sociale, ma fu prontamente rilasciata in virtù della sua già avanzata età e della sua effettiva estraneità agli avvenimenti politici del momento.

## Opere
Hortense Serristori pubblicò in vita due libri, scritti in francese, sulle sue esperienze di viaggio (Avec les mouettes e Les mouettes frissonent). Editi da Sansoni, i due volumi sono oggi pressoché irreperibili.
Dal 1927, anno di nascita della sua prima nipote, al 1945, la contessa tenne inoltre un diario in cui annotò puntualmente tutti gli avvenimenti della sua vita, gli incontri e le sensazioni. Di questa vastissima opera, di diverse migliaia di pagine, è stata pubblicata nel 2007 una versione ridotta, che comprende i passi del diario più interessanti ai fini della comprensione della storia e di un mondo, quello della grande aristocrazia europea, oggi scomparso.